# Nina Petronzio
Nina Petronzio (Victoria County, 15 ottobre 1979) è un'attrice e designer canadese naturalizzata statunitense.

## Biografia
Nina Petronzio è nata nella Nuova Scozia, in Canada, da una famiglia di artisti originaria dell'Italia: suo padre, lo scultore Robertino Petronzio, aveva studiato presso l'Accademia di Belle Arti a Firenze.
All'età di undici anni è stata scelta per sostenere la parte della protagonista femminile Jo, nel film Vincent et moi. Per quest'interpretazione è diventata l'attrice più giovane di sempre a essere nominata al Genie Award. Nina Petronzio è apparsa in altri film fino al 2001, anno in cui ha deciso di trasferirsi negli USA per intraprendere la carriera di interior designer.
Lo studio professionale di Nina Petronzio, Plush Home, da lei fondato nel 2003 insieme al marito Steven Ho, si trova nel quartiere della moda di Melrose Place a West Hollywood, in California. Nina Petronzio ha creato articoli per gli attori Mark Wahlberg, Leonardo DiCaprio, Neve Campbell, James Franco. A lei si sono rivolti anche scenografi per l'utilizzazione di forniture in produzioni cinematografiche come Spider-Man 2 o Mission: Impossible 2.
Il suo lavoro è stato presentato ed elogiato in numerose riviste di arredamento che vanno da Elle Decor a The Franklin Report.

## Vita privata
Dal suo matrimonio con Steven Ho sono nati due figli.